# Sergio Cabrera (Regisseur)

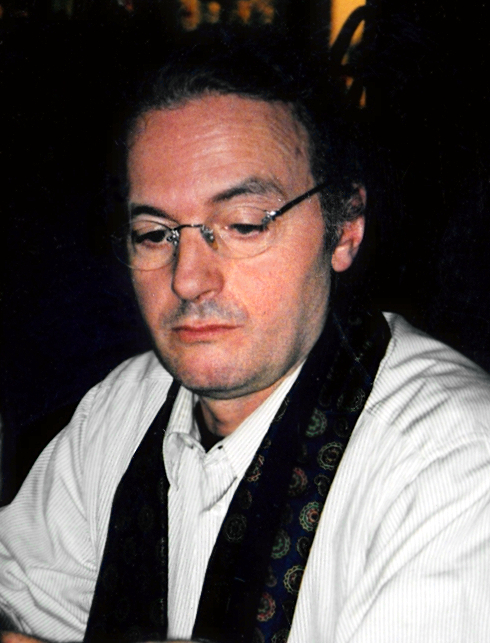
Sergio Cabrera

Sergio Cabrera (* 20. April 1950 in Medellín, Kolumbien) ist ein kolumbianischer Filmregisseur und Drehbuchautor.

## Leben und Werk
Sergio Cabrera wuchs in Medellín als Sohn spanischer Immigranten auf. Sein Vater war Schauspieler und seine Mutter Theaterdirektorin. Als er zehn Jahre alt war, zog die Familie nach China und er schloss dort seine Schulausbildung ab. Er begann in Peking Philosophie zu studieren, kehrte aber bereits 1968 nach Kolumbien zurück. Von 1969 bis 1973 war er Mitglied der kolumbianischen Guerillabewegung Ejército Popular de Liberación. Ab 1975 studierte er an der London Film School Filmwissenschaften, bevor er 1977 wieder nach Kolumbien als Filmregisseur zurückkehrte.
Als Regisseur und Produzent war er für mehr als 500 kommerzielle Werbespots zuständig. Zudem war er als Drehbuchautor und Regisseur an mehr als 30 Kurzfilmen und fünf Spielfilmen beteiligt. International bekannt wurde er 1993 durch seinen Film Die Strategie der Schnecke. Seit 1992 war er auch als Regisseur für spanische und kolumbianische Fernsehserien tätig.

## Filmografie (Auswahl)
- 1978: Alejandro de Humboldt en Colombia[1]
- 1986: Elementos para una acuarela[1]
- 1988: Técnicas de duelo: Una cuestión de honor[1]
- 1992: Escalona (ein Fernsehfilm)[1]
- 1993: Die Strategie der Schnecke (La estrategia del caracol)[1]
- 1996: llona llega con la lluvia (Ilona kommt im Regen an)[1]
- 1998: Golpe de estadio (Aufstand im Stadion)[1]
- 2004: Perder es cuestión de método
- 2004: Ciudadano Escobar